# 马姆·比拉姆·迪乌夫
马姆·比拉姆·迪乌夫（法語：Mame Biram Diouf；1987年12月16日—）是塞内加尔足球运动员，司职前锋，曾效力于曼联、莫迪及布力般流浪。現效力於土耳其足球超级联赛球隊科尼亞。

## 生平
曼聯
迪乌夫由于在挪威联赛的出色表现，于2009年7月被曼联签下，不过同时租借回原俱乐部莫尔德，並協助球會重回超級聯賽。迪奧夫成功獲發工作證後，於2010年1月回歸曼聯，並於1月9日球隊戰平伯明翰的賽事作英超處子演出。1月16日，迪乌夫第一次在老特拉福德球场亮相，便已經替补出场攻入自己首个在曼聯的入球。
外借到布力般流浪
2010年8月6日迪奧夫被外借到另一支英超球隊布力般流浪一個球季，取代借用期滿返回車路士的席位。他穿著41號球衣，並於首場比賽，對陣哈茨足球俱乐部時替補伯克文並射入一球，協助球隊逼和對手1-1。8月24日迪奧夫在英格蘭聯賽盃第二圈主場對诺里奇城首次正選上陣，演出帽子戲法包辦球隊三個入球，以3-1淘汰對手晉級第三圈。而他亦在其後數日，在英格蘭超級足球聯賽對陣阿仙奴時射入一球，但球隊最後以1-2敗陣。
回歸曼聯
迪奧夫於2011-2012年季前賽跟隨曼聯到美國進行熱身賽，他在曼聯第二場熱身賽對陣西雅圖海灣者時，他替補奧雲並為曼聯射入一球，曼聯最後以7-0勝出。其後一直再沒有機會在英超亮相，僅獲派在3場英格蘭聯賽盃中上陣。
漢諾威
2012年1月28日迪奧夫轉投德甲球會漢諾威96，簽約兩年，據報轉會費僅為150萬英鎊。
史篤城
2014年以自由身轉會史篤城。

### 國家隊
迪奧夫效力塞內加爾足球隊，並已取得3個國際賽入球。

## 個人生活
迪奧夫與跟他交往4年的女朋友，瑪麗，於2011年7月2日在挪威莫迪完婚。在婚禮前數日他跟他的伴郎曾被發現失蹤。

## 榮譽

### 球會
莫迪
- 挪威足球甲級聯賽冠軍 (1)：2007年；

曼聯
- 英格蘭聯賽盃 (1)：2009/10年；

## 外部連結
- 足球数据库：马默·比莱姆·迪乌夫的球员统计数据
- （英文） 马默·比莱姆·迪乌夫 （页面存档备份，存于） - Topforward
- （挪威文） 莫尔德官網簡歷